# Zorzines semilactescens
Zorzines semilactescens là một loài bướm đêm trong họ Noctuidae.